# 全球认证论坛
全球認證論壇（The Global Certification Forum），常簡稱爲GCF，是移动网络运营商、移動通訊設備製造商以及測試行業間的活躍團體。GCF成立於1999年，其成員負責建立一個獨立的認證計畫，以幫助確保移動通訊設備及移動網路在全球各地的兼容性。

## 流程
GCF认证流程基于由3GPP、OMA、IMTC、GSM協會以及其他组织提供的指定范围内的专用测试规范技术需求。
目前GCF的成员包括主流测试环境下的移动网络运营商、40多家领先的终端制造商和超过65家的测试设备制造商、测试实验室以及其他组织。
GCF的指导格言是“一次测试，在任何地方都可以使用”（Test Once, Use Anywhere）。